# Limnonectes pseudodoriae
Limnonectes pseudodoriae — вид жаб родини Dicroglossidae. Описаний у 2021 році.

## Опис
Видова назва pseudodoriae вказує на схожість з видом Limnonectes doriae.

## Поширення
Ендемік Таїланду. Поширений на трьох дрібних островах на півдні країни — Пханган, Самуї і Ланта-Яй.

## Опис
Розмір дорослих самців 42,6–48,2 мм, дорослих самок 36,0–44,1 мм. Самці без головних карункулів, але з розширеною опуклою шкірою з густозернистими напівпрозорими шипиками в міжорбітальній області від рівня заднього краю очей до рівня заднього краю барабанної кістки. Самці зі збільшеною головою з гіпертрофованою щелепною мускулатурою. Спина поверхня сіро-помаранчева. Барабанна перетинка темно-коричнева з жовтими плямами. Підборіддя і горло жовтувато-білі з темно-коричневими або сірими плямами. Груди, живіт, черевна поверхня верхньої передньої кінцівки і пах жовтувато-білий. Вентральні поверхні передніх і задніх кінцівок помаранчево-жовті.